# جمهورية غيانا المستقلة
جمهورية غيانا المستقلة أو كوناني (بالفرنسية: République de la Guyane indépendante)‏ كانت دولة مستقلة قصيرة العهد في المنطقة المتنازع عليها بين فرنسا (كجزء من غويانا الفرنسية) والبرازيل في أواخر القرن التاسع عشر. أسس الدولة المستوطنون الفرنسيون من 1886 حتى 1891. وتقع الآن أراضي دولة كوناني السابقة في ولاية أمابا البرازيلية.

## المطالبون برئيس الدولة
- جول جروس (1809-1891) - صحفي فرنسي ادعى أنه رئيس الدولة من عام 1887 إلى عام 1891؛ كان سكرتيرًا لـالجمعية الجغرافية الفرنسية في عام 1883.[2]
- فرانسيسكو كزافييه دا فيجا كابرال - جنرال برازيلي (1894-1895)[3]
- أدولف بريزت - ضابط عسكري فرنسي (1901-1904)[2]

## وصلات خارجية
- (بالفرنسية) الدولة الحرة كوناني أو تعبير عن غيانا مستقلة.
- عملة جمهورية غيانا المستقلة
- (بالفرنسية) "مجلة الصحة والطب الاستعمارية، الحجم الرابع" (1901), عن الوضع الصحي في كوناني، ص. 121 إلى 128 : p. 121, p. 122, p. 123, p. 124 (مع خريطة للمطالبة للأراضي ), p. 125, p. 126, p. 127, p. 128.
- (بالإنجليزية) http://www.crwflags.com/fotw/flags/br_cunan.html